# Wyeomyia esmeraldasi
Wyeomyia esmeraldasi is een muggensoort uit de familie van de steekmuggen (Culicidae). De wetenschappelijke naam van de soort is voor het eerst geldig gepubliceerd in 1955 door Levi-Castillo.